# Dom van Cologna Veneta

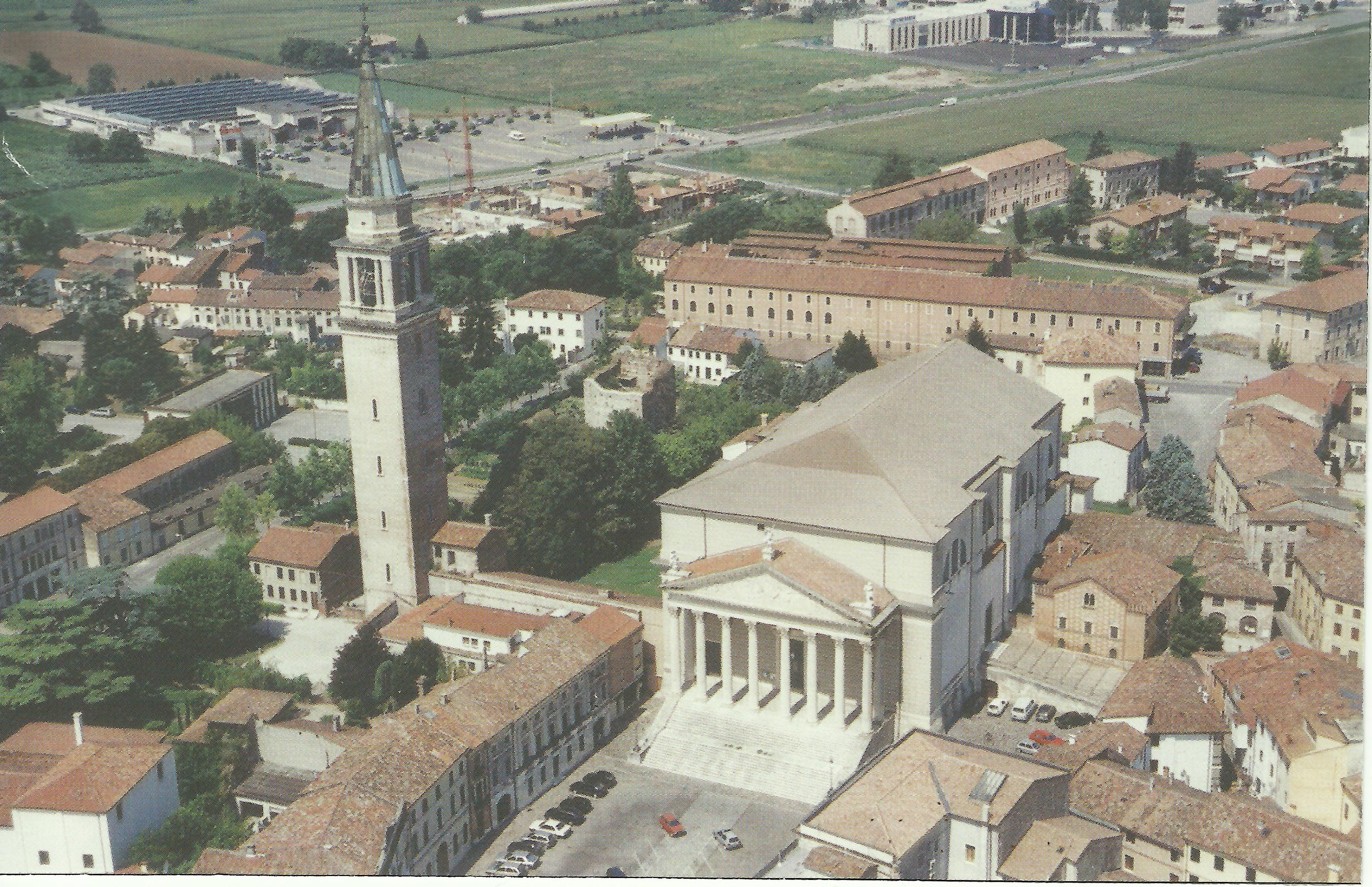
Cologna Veneta: vooraan de Dom; links klokkentoren; links achter: Castello Scaligero

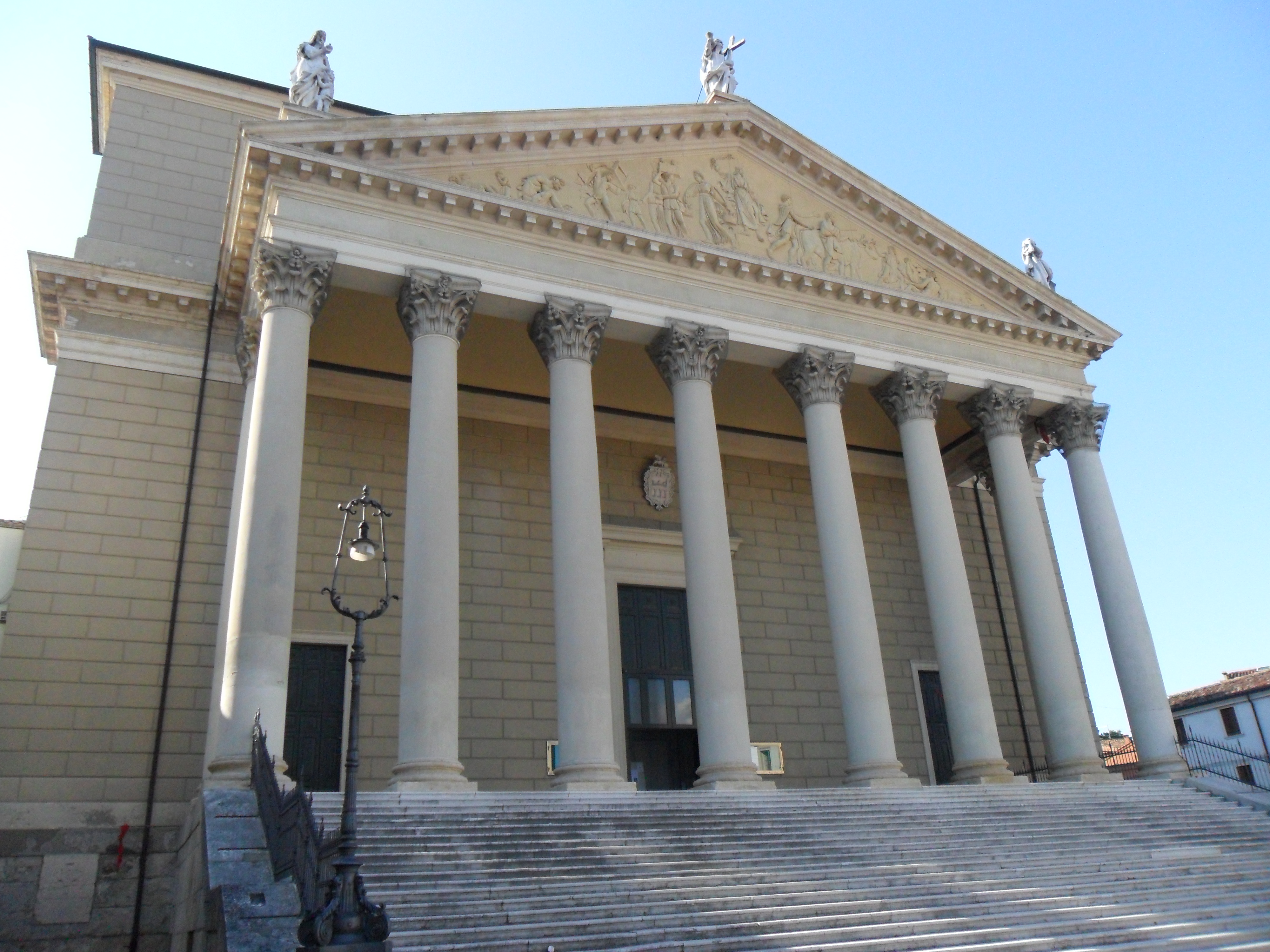
De dom

De Dom van Cologna Veneta, een gemeente in de Noord-Italiaanse provincie Verona, is de rooms-katholieke dorpskerk. De Dom of Maria Nascentekerk of Maria-Geboortekerk is toegewijd aan Maria-Geboorte. Ze staat in de provincie Verona maar behoort tot het bisdom Vicenza.
De dom staat in het centrum naast de apart gelegen klokkentoren. Nog ernaast staat het Castello Scaligero, of meer bepaald een enkele toren van het voormalig acht-torens-tellende kasteel van het huis Scaligero, het regerend huis over de stadstaat Verona tijdens de middeleeuwen.

## Naam
De namen in het Italiaans zijn Duomo di Santa Maria Nascente en Duomo di Cologna Veneta.

## Historiek
Cologna Veneta heeft voor de dom nog twee andere kerken gekend, de eerste uit de Romeinse/Longobardische tijd en de tweede uit de 11e eeuw. Beide kerken stonden op de oude stadwallen en waren in verval.
Aan de dom werd gebouwd van 1803 tot 1821, een periode waarin achtereenvolgens Fransen en Oostenrijkers de provincie Verona bestuurden. De bouwwerf stond grotendeels op de ruïne van het vergane Castello Scaligero.
De kerk is een neoclassicistisch bouwwerk. Twee architecten uit Venetië leidden de bouw. Eerst was het Giannantonio Selva (1751-1819), die ook het theater La Fenice in Venetië ontworp; na diens overlijden was het Antonio Diedo (1772-1847). Diedo werkte de bouw af met een apart gelegen klokkentoren, waarmee hij een kopie neerzette van de Campanile van Venetië. Deze Campanile staat ook los van de San Marcobasiliek. Aan de voorgevel is op het fronton de Verdrijving van de kooplieden uit de tempel uitgebeeld, een passage uit de Evangeliën. Bovenop het fronton staan drie heiligenbeelden. Het fronton wordt ondersteund door tien zuilen.
Pas in 1825 volgde de kerkwijding door de bisschop van Vicenza en in 1827 werd beslist tot de naam Maria’s Geboorte.